# صد فیلم برتر قرن بیست و یکم بی‌بی‌سی
۱۰۰ فیلم برتر قرن ۲۱ فهرستی از فیلم‌هایی است که در نظرسنجی خبرگزاری بی‌بی‌سی (BBC) توسط ۱۷۷ منتقد فیلم از سراسر جهان در ماه اوت ۲۰۱۶ برگزیده شد. افراد مشارکت کننده در این نظرسنجی همگی از سال ۲۰۰۰ به سینما می‌رفته‌اند و هر یک نام ده فیلم را عنوان کردند.

## آثار منتخب

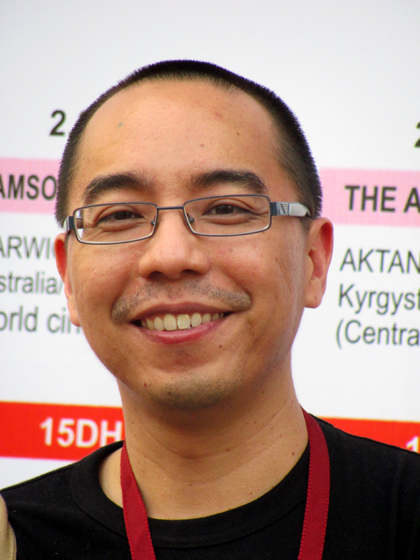
اپیچاتپونگ ویراستاکول

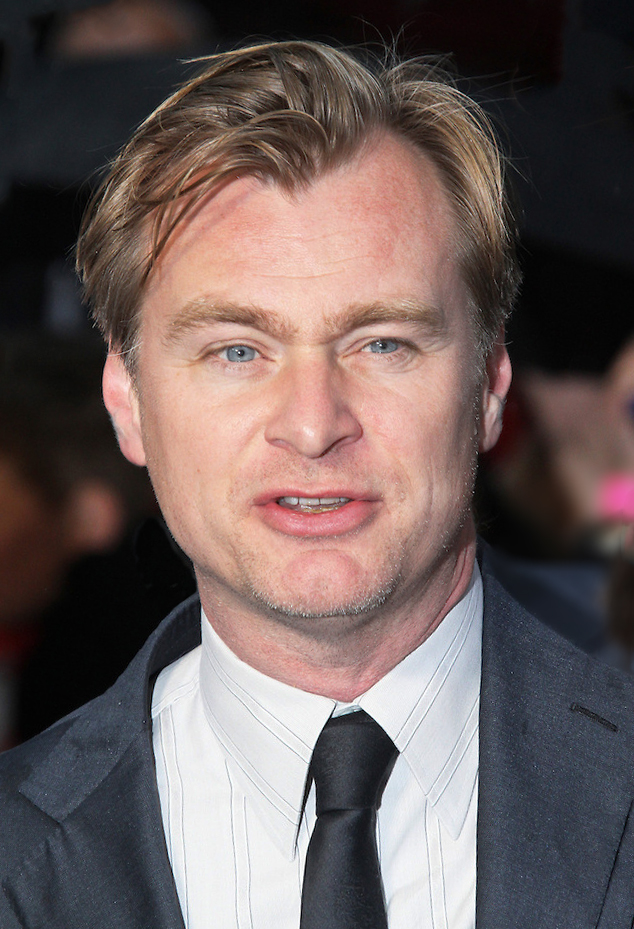
کریستوفر نولان

وس اندرسن

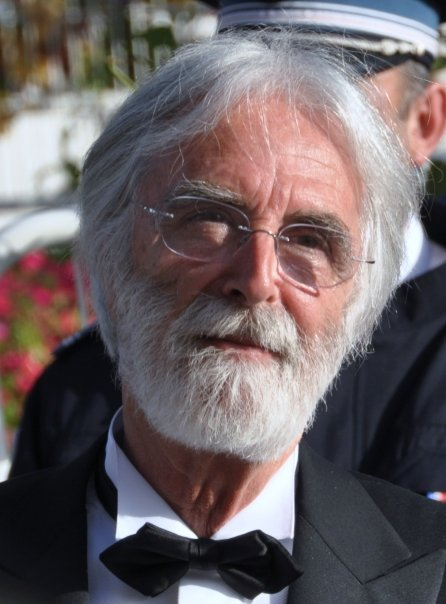
میشائل هانکه

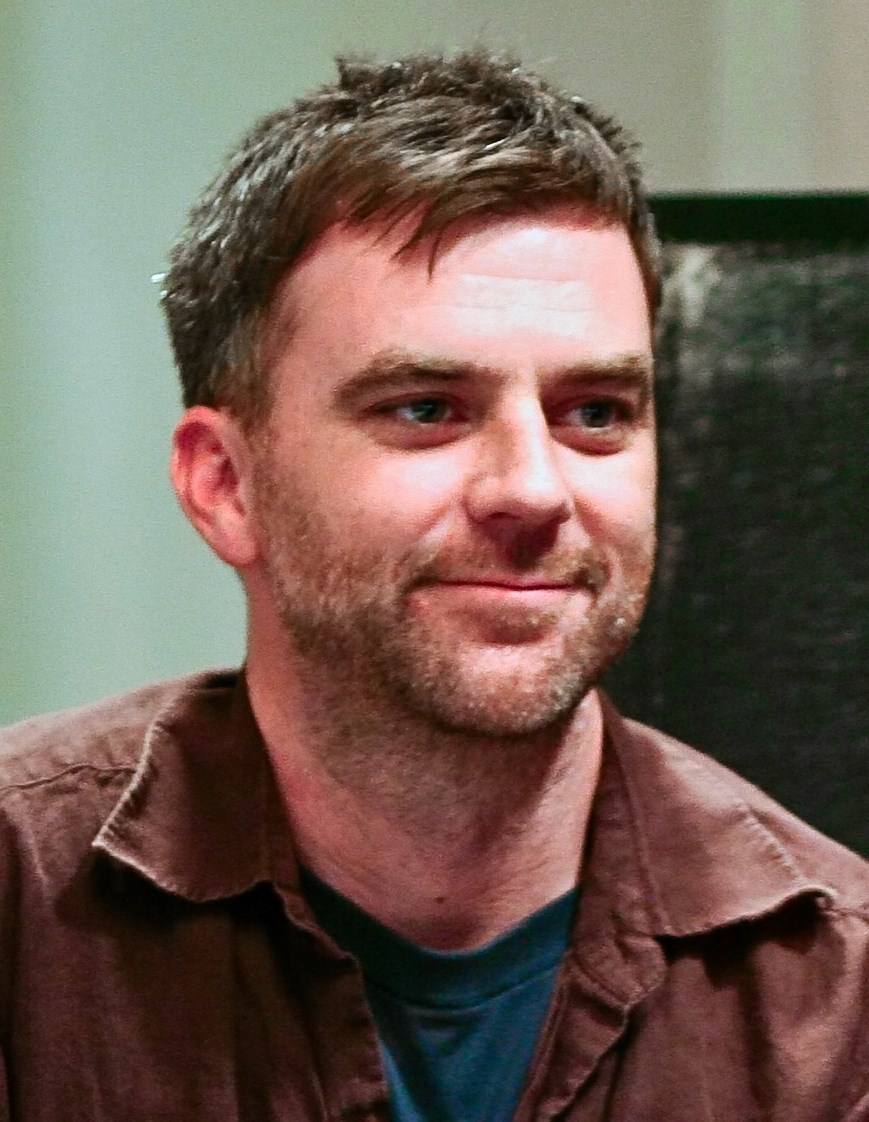
پائول توماس اندرسن

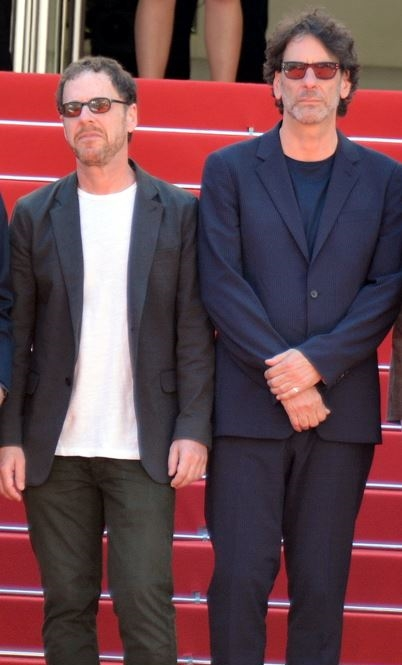
برادران کوئن

واحد فرهنگ بی‌بی‌سی از ۱۷۷ منتقد فیلم در سراسر جهان درخواست کرد تا گزینه‌های خود را برای ده فیلم برتر تاریخ مطرح کنند. دوره زمانی از ژانویه ۲۰۰۰ تا ژوئن ۲۰۱۶ محدود شد (زمانی که پاسخ‌ها به‌طور کامل جمع‌آوری شدند). هر فیلمی که در این پاسخ‌ها ذکر شد، بر اساس امتیازدهی مشخصی رتبه‌بندی شد. به عنوان مثال، اگر یک فیلم در رتبهٔ ۱ در یک لیست منتقد قرار گیرد، این فیلم ۱۰ امتیاز دریافت می‌کند، در حالی که رتبه ۱۰ در همان لیست تنها یک امتیاز می‌گیرد. این فهرست در واقع ۱۰۲ فیلم را شامل می‌شود چون امتیاز سه فیلم آخر (کارلوس، مرثیه‌ای بر یک رؤیا و تونی اردمان) برابر بود. اپیچاتپونگ ویراستاکول، کریستوفر نولان، وس اندرسن، پل توماس اندرسن، میشائل هانکه و برادران کوئن هر یک با کارگردانی سه فیلم از آنچه در این جدول هست، بیشترین فیلم‌ها را داشته‌اند.
در مجموع ۱۷۷ منتقد از ۳۶ کشور در این نظرسنجی شرکت کردند و اکثریت (۸۱ نفر) از ایالات متحده آمریکا و پس از آن بریتانیا بودند. از این ۱۷۷ نفر ۱۲۲ تن مرد و ۵۵ نفر زن بودند و به‌طور عمده از میان روزنامه‌نگاران و منتقدان روزنامه‌ها/مجله‌های فیلم، داوران فیلم، دانشگاهیان و مربیان سینما هسند

## فهرست کامل
| رتبه | عنوان                                          | کارگردان                     | کشور                                         | سال  |
| ---- | ---------------------------------------------- | ---------------------------- | -------------------------------------------- | ---- |
| ۱    | جاده مالهالند                                  | دیوید لینچ                   | ایالات متحده آمریکا                          | ۲۰۰۱ |
| ۲    | در حال‌وهوای عشق                                | وونگ کار وای                 | هنگ کنگ                                      | ۲۰۰۰ |
| ۳    | خون به پا خواهد شد                             | پل توماس اندرسن              | ایالات متحده آمریکا                          | ۲۰۰۷ |
| ۴    | شهر اشباح                                      | هایائو میازاکی               | ژاپن                                         | ۲۰۰۱ |
| ۵    | پسرانگی                                        | ریچارد لینکلیتر              | ایالات متحده آمریکا                          | ۲۰۱۴ |
| ۶    | درخشش ابدی یک ذهن پاک                          | میشل گوندری                  | ایالات متحده آمریکا                          | ۲۰۰۴ |
| ۷    | درخت زندگی                                     | ترنس مالیک                   | ایالات متحده آمریکا                          | ۲۰۱۱ |
| ۸    | یی یی                                          | ادوارد یانگ                  | تایوان · ژاپن                                | ۲۰۰۰ |
| ۹    | جدایی نادر از سیمین                            | اصغر فرهادی                  | ایران                                        | ۲۰۱۱ |
| ۱۰   | جایی برای پیرمردها نیست                        | برادران کوئن                 | ایالات متحده آمریکا                          | ۲۰۰۷ |
| ۱۱   | درون لوین دیویس                                | برادران کوئن                 | ایالات متحده آمریکا                          | ۲۰۱۳ |
| ۱۲   | زودیاک                                         | دیوید فینچر                  | ایالات متحده آمریکا                          | ۲۰۰۷ |
| ۱۳   | فرزندان انسان                                  | آلفونسو کوارون               | بریتانیا · ایالات متحده آمریکا               | ۲۰۰۶ |
| ۱۴   | عمل کشتن                                       | جاشوآ اوپنهایمر              | نروژ · دانمارک · بریتانیا                    | ۲۰۱۲ |
| ۱۵   | چهار ماه، سه هفته و دو روز                     | کریستین مونجیو               | رومانی                                       | ۲۰۰۷ |
| ۱۶   | هولی موتورز                                    | لئوس کاراکس                  | فرانسه · آلمان                               | ۲۰۱۲ |
| ۱۷   | هزارتوی پن                                     | گی‌یرمو دل تورو               | مکزیک · اسپانیا                              | ۲۰۰۶ |
| ۱۸   | روبان سفید                                     | میشائل هانکه                 | اتریش                                        | ۲۰۰۹ |
| ۱۹   | مکس دیوانه: جاده خشم                           | جرج میلر                     | استرالیا · ایالات متحده آمریکا               | ۲۰۱۵ |
| ۲۰   | بخش‌گویی، نیویورک                               | چارلی کافمن                  | ایالات متحده آمریکا                          | ۲۰۰۸ |
| ۲۱   | هتل بزرگ بوداپست                               | وس اندرسن                    | ایالات متحده آمریکا                          | ۲۰۱۴ |
| ۲۲   | گمشده در ترجمه                                 | سوفیا کوپولا                 | ایالات متحده آمریکا                          | ۲۰۰۳ |
| ۲۳   | پنهان                                          | میشائل هانکه                 | فرانسه · اتریش · آلمان · ایتالیا             | ۲۰۰۵ |
| ۲۴   | استاد                                          | پل توماس اندرسن              | ایالات متحده آمریکا                          | ۲۰۱۲ |
| ۲۵   | یادگاری                                        | کریستوفر نولان               | ایالات متحده آمریکا                          | ۲۰۰۱ |
| ۲۶   | ساعت بیست و پنجم                               | اسپایک لی                    | ایالات متحده آمریکا                          | ۲۰۰۲ |
| ۲۷   | شبکه اجتماعی                                   | دیوید فینچر                  | ایالات متحده آمریکا                          | ۲۰۱۰ |
| ۲۸   | با او حرف بزن                                  | پدرو آلمودوار                | اسپانیا                                      | ۲۰۰۲ |
| ۲۹   | وال-ئی                                         | اندرو استنتون                | ایالات متحده آمریکا                          | ۲۰۰۸ |
| ۳۰   | اولدبوی                                        | پارک چان-ووک                 | کره جنوبی                                    | ۲۰۰۳ |
| ۳۱   | مارگارت                                        | کنت لونرگان                  | ایالات متحده آمریکا                          | ۲۰۱۱ |
| ۳۲   | زندگی دیگران                                   | فلوریان هنکل فون دونرسمارک   | آلمان                                        | ۲۰۰۶ |
| ۳۳   | شوالیه تاریکی                                  | کریستوفر نولان               | ایالات متحده آمریکا · بریتانیا               | ۲۰۰۸ |
| ۳۴   | پسر شائول                                      | لاسلو نمش                    | مجارستان                                     | ۲۰۱۵ |
| ۳۵   | ببر خیزان، اژدهای پنهان                        | انگ لی                       | چین · تایوان · هنگ کنگ · ایالات متحده آمریکا | ۲۰۰۰ |
| ۳۶   | تیمبوکتو                                       | عبدالرحمن سیساکو             | فرانسه · موریتانی                            | ۲۰۱۴ |
| ۳۷   | عمو بونمی که زندگی‌های گذشته‌اش را به یاد می‌آورد | اپیچاتپونگ ویراستاکول        | تایلند                                       | ۲۰۱۰ |
| ۳۸   | شهر خدا                                        | فرناندو میرلس and Kátia Lund | برزیل                                        | ۲۰۰۲ |
| ۳۹   | بر جدید                                        | ترنس مالیک                   | ایالات متحده آمریکا                          | ۲۰۰۵ |
| ۴۰   | کوهستان بروکبک                                 | انگ لی                       | ایالات متحده آمریکا                          | ۲۰۰۵ |
| ۴۱   | درون و بیرون                                   | پیت داکتر                    | ایالات متحده آمریکا                          | ۲۰۱۵ |
| ۴۲   | عشق                                            | میشائل هانکه                 | فرانسه · آلمان · اتریش                       | ۲۰۱۲ |
| ۴۳   | مالیخولیا                                      | لارس فون تریه                | دانمارک · سوئد · فرانسه · آلمان              | ۲۰۱۱ |
| ۴۴   | ۱۲ سال بردگی                                   | استیو مک‌کوئین                | ایالات متحده آمریکا · بریتانیا               | ۲۰۱۳ |
| ۴۵   | زندگی ادل                                      | عبداللطیف کشیش               | فرانسه · بلژیک · اسپانیا                     | ۲۰۱۳ |
| ۴۶   | کپی برابر اصل                                  | عباس کیارستمی                | ایران                                        | ۲۰۱۰ |
| ۴۷   | لویاتان                                        | آندری زویاگینتسف             | روسیه                                        | ۲۰۱۴ |
| ۴۸   | بروکلین                                        | جان کرولی                    | بریتانیا · کانادا · جمهوری ایرلند            | ۲۰۱۵ |
| ۴۹   | خداحافظی با زبان                               | ژان-لوک گدار                 | فرانسه · سوئیس                               | ۲۰۱۴ |
| ۵۰   | آدم‌کش                                          | هو شیائو-شین                 | تایوان · چین · هنگ کنگ                       | ۲۰۱۵ |
| ۵۱   | تلقین                                          | کریستوفر نولان               | ایالات متحده آمریکا · بریتانیا               | ۲۰۱۰ |
| ۵۲   | بیماری گرمسیری                                 | اپیچاتپونگ ویراستاکول        | تایلند                                       | ۲۰۰۴ |
| ۵۳   | مولن روژ!                                      | باز لورمن                    | استرالیا · ایالات متحده آمریکا               | ۲۰۰۱ |
| ۵۴   | روزی روزگاری در آناتولی                        | نوری بیلگه جیلان             | ترکیه                                        | ۲۰۱۱ |
| ۵۵   | ایدا                                           | پاوو پاولیکوفسکی             | لهستان · دانمارک · فرانسه · بریتانیا         | ۲۰۱۳ |
| ۵۶   | هارمونی‌های ورکمایستر                           | بلا تار و اگنش هرانیتسکی     | مجارستان                                     | ۲۰۰۰ |
| ۵۷   | سی دقیقه پس از نیمه‌شب                          | کاترین بیگلو                 | ایالات متحده آمریکا                          | ۲۰۱۲ |
| ۵۸   | Moolaadé                                       | عثمان سمبن                   | سنگال · فرانسه · بورکینافاسو · مراکش · تونس  | ۲۰۰۴ |
| ۵۹   | سابقه خشونت                                    | دیوید کراننبرگ               | ایالات متحده آمریکا                          | ۲۰۰۵ |
| ۶۰   | سندرم و یک قرن                                 | اپیچاتپونگ ویراستاکول        | تایلند                                       | ۲۰۰۶ |
| ۶۱   | زیر پوست                                       | جاناتان گلیزر                | بریتانیا · ایالات متحده آمریکا · سوئیس       | ۲۰۱۳ |
| ۶۲   | حرامزاده‌های لعنتی                              | کوئنتین تارانتینو            | ایالات متحده آمریکا · آلمان                  | ۲۰۰۹ |
| ۶۳   | اسب تورین                                      | بلا تار و اگنش هرانیتسکی     | مجارستان                                     | ۲۰۱۱ |
| ۶۴   | زیبایی بزرگ                                    | پائولو سورنتینو              | ایتالیا · فرانسه                             | ۲۰۱۳ |
| ۶۵   | تنگ ماهی                                       | آندریا آرنولد                | بریتانیا                                     | ۲۰۰۹ |
| ۶۶   | بهار، تابستان، پاییز، زمستان… و بهار           | کیم کی-دوک                   | کره جنوبی · آلمان                            | ۲۰۰۳ |
| ۶۷   | مهلکه                                          | کاترین بیگلو                 | ایالات متحده آمریکا                          | ۲۰۰۸ |
| ۶۸   | خانواده اشرافی تننبام                          | وس اندرسن                    | ایالات متحده آمریکا                          | ۲۰۰۱ |
| ۶۹   | کارول                                          | تاد هینز                     | بریتانیا · ایالات متحده آمریکا               | ۲۰۱۵ |
| ۷۰   | داستان‌هایی که می‌گوییم                          | سارا پلی                     | کانادا                                       | ۲۰۱۲ |
| ۷۱   | تابو                                           | میگل گومیس                   | پرتغال · آلمان · برزیل · فرانسه              | ۲۰۱۲ |
| ۷۲   | تنها عاشقان زنده ماندند                        | جیم جارموش                   | بریتانیا · آلمان                             | ۲۰۱۳ |
| ۷۳   | پیش از غروب                                    | ریچارد لینکلیتر              | ایالات متحده آمریکا                          | ۲۰۰۴ |
| ۷۴   | تعطیلات بهاری                                  | هارمونی کورین                | ایالات متحده آمریکا                          | ۲۰۱۲ |
| ۷۵   | خباثت ذاتی                                     | پل توماس اندرسن              | ایالات متحده آمریکا                          | ۲۰۱۴ |
| ۷۶   | داگویل                                         | لارس فون تریه                | اروپا                                        | ۲۰۰۳ |
| ۷۷   | لباس غواصی و پروانه                            | جولیان اشنابل                | فرانسه · ایالات متحده آمریکا                 | ۲۰۰۷ |
| ۷۸   | گرگ وال استریت                                 | مارتین اسکورسیزی             | ایالات متحده آمریکا                          | ۲۰۱۳ |
| ۷۹   | تقریباً مشهور                                   | کامرون کرو                   | ایالات متحده آمریکا                          | ۲۰۰۰ |
| ۸۰   | بازگشت                                         | آندری زویاگینتسف             | روسیه                                        | ۲۰۰۳ |
| ۸۱   | شرم                                            | استیو مک‌کوئین                | بریتانیا                                     | ۲۰۱۱ |
| ۸۲   | یک مرد جدی                                     | برادران کوئن                 | ایالات متحده آمریکا · بریتانیا · فرانسه      | ۲۰۰۹ |
| ۸۳   | هوش مصنوعی                                     | استیون اسپیلبرگ              | ایالات متحده آمریکا                          | ۲۰۰۱ |
| ۸۴   | او                                             | اسپایک جونز                  | ایالات متحده آمریکا                          | ۲۰۱۳ |
| ۸۵   | یک پیامبر                                      | ژاک اودیار                   | فرانسه · ایتالیا                             | ۲۰۰۹ |
| ۸۶   | دور از بهشت                                    | تاد هینز                     | ایالات متحده آمریکا                          | ۲۰۰۲ |
| ۸۷   | سرنوشت شگفت‌انگیز املی پولن                     | ژان-پیر ژونه                 | فرانسه · آلمان                               | ۲۰۰۱ |
| ۸۸   | اسپات‌لایت                                      | توماس مک‌کارتی                | ایالات متحده آمریکا                          | ۲۰۱۵ |
| ۸۹   | زن بی‌سر                                        | لوکرسیا مارتل                | آرژانتین                                     | ۲۰۰۸ |
| ۹۰   | پیانیست                                        | رومن پولانسکی                | فرانسه · آلمان · لهستان · بریتانیا           | ۲۰۰۲ |
| ۹۱   | راز چشمان آن‌ها                                 | خوان خوزه کامپانلا           | آرژانتین · اسپانیا                           | ۲۰۰۹ |
| ۹۲   | قتل جسی جیمز به‌دست رابرت فورد بزدل             | اندرو دامینیک                | ایالات متحده آمریکا                          | ۲۰۰۷ |
| ۹۳   | راتاتویی                                       | برد برد                      | ایالات متحده آمریکا                          | ۲۰۰۷ |
| ۹۴   | آدم درست را راه بده                            | توماس آلفردسن                | سوئد                                         | ۲۰۰۸ |
| ۹۵   | قلمرو طلوع ماه                                 | وس اندرسن                    | ایالات متحده آمریکا                          | ۲۰۱۲ |
| ۹۶   | در جستجوی نمو                                  | اندرو استنتون                | ایالات متحده آمریکا                          | ۲۰۰۳ |
| ۹۷   | ماده سفید                                      | کلر دنی                      | فرانسه                                       | ۲۰۰۹ |
| ۹۸   | ده                                             | عباس کیارستمی                | ایران                                        | ۲۰۰۲ |
| ۹۹   | The Gleaners and I                             | آنیس واردا                   | فرانسه                                       | ۲۰۰۰ |
| ۱۰۰  | کارلوس                                         | اولیویه آسایاس               | فرانسه · آلمان                               | ۲۰۱۰ |
| ۱۰۰  | مرثیه‌ای بر یک رؤیا                             | دارن آرونوفسکی               | ایالات متحده آمریکا                          | ۲۰۰۰ |
| ۱۰۰  | تونی اردمان                                    | مارن آده                     | آلمان · اتریش                                | ۲۰۱۶ |